# След дождя
«След дождя́» — режиссёрский кинодебют Владимира Нахабцева-младшего, снятый в 1991 году. Мелодрама повседневности соприкасается с темой инцеста.

## Сюжет
После окончания московской консерватории Андрей Бергер навсегда уезжает из СССР, оставив любимую женщину Татьяну и близких ему людей. И вот много лет спустя Андрей, ставший известным пианистом и дирижёром, приезжает в Москву на гастроли. К своему удивлению, он словно возвращается во времена юности — холостяцкая пирушка с лучшим другом Пашей, ночные уличные приключения, встреча и непростой разговор с Татьяной… Но главное потрясение ждёт Андрея впереди, он с первого взгляда влюбляется в очаровательную молодую женщину по имени Лизавета, которая оказывается дочерью Татьяны.

## В ролях
- Юозас Будрайтис — Андрей Андреевич Бергер
- Надежда Смирнова — Лизавета
- Леонид Куравлёв — Павел Сергеевич
- Екатерина Васильева — Татьяна
- Евгений Герчаков — иностранец, сопровождающий Бергера
- Александр Бобровский — Василий
- Галина Стаханова — Анна Сергеевна, секретарша Георгия Степановича
- Елена Скороходова — Наташа, переводчица
- Валентина Березуцкая
- Левон Оганезов — бармен
- Игорь Кан — алкаш
- Анатолий Манке — Георгий Степанович
- Ольга Богачёва — мать Бергера
- Инна Милорадова — Наташа
- Елена Самсонова

## Съёмочная группа
- Режиссёр — Владимир Нахабцев-младший
- Авторы сценария: Сергей Белошников, Надежда Смирнова
- Оператор — Владимир Нахабцев
- Художники: Андрей Модников, Елена Черемых
- Монтаж — Валерия Белова
- Директор картины — Эскендер Аметов